# Carles IX de França
Carles IX de França (Saint-Germain-en-Laye 1550 - Vincennes 1574). Duc d'Orleans (1550-1560) i rei de França (1560-1574).

## Orígens familiars
Nasqué al palau reial de Saint Germain-en-Laye el 27 de juny de 1550 sent fill del rei Enric II de França i la seva esposa, la princesa Caterina de Mèdici. Era net per línia paterna del rei Francesc I de França i la princesa Clàudia de França, i per línia materna del duc Llorenç II de Mèdici i de la comtessa Magdalena de La Tour.
Fou germà dels també reis Francesc II de França i Enric III de França, els últims reis de la branca Valois-Angulema, de la Dinastia Valois.

## Ascens al tron
El 1560, amb 10 anys, va ascendir al tron de França per la prematura mort del seu germà gran Francesc II de França. La majoria d'edat legal estava situada en aquells moments als 16 anys, per la qual cosa tingué la regència de la seva mare Caterina de Mèdici fins al 1563, si bé exercí sempre un gran poder sobre el seu fill.
El 1561 fou coronat rei a la catedral de Reims. Durant el seu regnat continuaren les Guerres de religió entre catòlics i protestants, tot i els grans esforços de Caterina de Mèdici per aturar-les. La Conferència de Poissy de 1561, en la que s'intenta conciliar ambdues parts, així com l'ordenança del 31 de gener que prohibeix, a Orleans, les persecucions dictades per Enric II contra la reforma, no tenen el resultat esperat i les lluites dels protestants continuen, amb Lluís de Condé al capdavant.
El duc de Guisa i Anjou seran les armes més victorioses per la part catòlica, que infligirà severes derrotes als hugonots a Dreux, Jarnac i Moncontour el 1567. El 1570, finalment, es firmà la pau de Saint-Germain-en-Laye per la qual s'acceptà la readmissió dels protestants a l'administració pública així com la llibertat de culte en privat.

## Núpcies i descendents
Es casà el 1570 amb Elisabet d'Àustria, filla de l'emperador Maximilià II, emperador romanogermànic i de la infanta Maria d'Espanya. D'aquesta unió nasqué:
- SAR la princesa Maria Elisabet de Valois (1572-1578)

Carles IX però tingué dos fills il·legítims amb Marie Touchet:
- un fill (1572)
- Carles de Valoir (1573-1650), duc d'Angulema (Carles V)[2]

## Matança de Sant Bartomeu
El matrimoni de la seva germana Margarida de Valois, la Reina Margot, amb el jove príncep protestant i rei de Navarra Enric III de Navarra, semblà ser l'inici d'una reconciliació entre els dos bàndols. Però l'atac, uns dies després de l'enllaç nupcial, contra uns dels líders protestants, Gaspar de Coligny, va comportar l'enuig dels protestants francesos.
Creient que es realitzaria un aixecament hugonot, i després d'escoltar els consells de Caterina de Mèdici, Carles IX va decidir eliminar tots els cabdills protestants a excepció dels prínceps de sang reial: Enric de Navarra i Lluís de Condé. Aquesta decisió desembocarà en la Matança de Sant Bartomeu, realitzada la nit del 24 d'agost de 1572, i que comportarà la mort de protestants arreu del país.
Aquest fet comportà una mala reputació al rei francès, que fou considerat un fanàtic. Carles IX per millorar la seva imatge concedirà la llibertat de culte als protestants a les ciutats de La Rochelle, Cognac i Montauban, tot i que no a París. Això provocarà la Quarta Guerra, que finalitzarà el juliol de 1573 a Bolonya amb la signatura d'una pau.
La salut física i mental del rei sempre fou molt delicada, com la del seu germà gran, i després d'aquests esdeveniments va empitjorar. Una conspiració intentà ascendir al tron al seu germà petit, el duc d'Anjou. La seva mare aturà la iniciativa però això va debilitar encara més la salut mental del rei, que va buscar refugi al castell de Vincennes. El 30 de maig de 1574 després d'altres febres i hemorràgies Carles IX mor a causa d'una pneumònia tuberculosa.